# Galder
Galder is een dorp  in de gemeente Alphen-Chaam, in de Nederlandse provincie Noord-Brabant. Op 1 januari 2023 had het dorp 1.080 inwoners (CBS). Galder behoorde vroeger tot de gemeente Ginneken en Bavel en van 1942 t/m 1996 tot de gemeente Nieuw-Ginneken.
De plaats geniet bekendheid vanwege de naamgeving aan knooppunt Galder en de Galderse Meren. De buurtschappen Balleman en Kerzel (grotendeels) vallen ook onder het dorp Galder.

## Toponymie
De oorsprong van de naam Galder is speculatief. Verklaringen als gal (vgl.: galmen) voor razen of zingen, betrekking hebbend op een waterloop, of geel, werden voorgesteld. Het laatste dan als Ghalre, of geelrijt (rijt = waterloop), maar zekerheid hieromtrent kan niet worden verschaft.

## Geschiedenis
Omstreeks de 10e eeuw moet op de plaats van het huidige Galder al een nederzetting zijn geweest. In 1299 werd de plaatsnaam voor het eerst vermeld. In een document werd het tiendrecht toegewezen aan de Abdij van Thorn. Aan de noordzijde van het huidige dorp bevonden zich de hoeven van deze Abdij, waaronder de Oude Hoeve van Galder ofwel de cijnshoeve, die voor het eerst genoemd werd in 1343.

## Bezienswaardigheden
- De Sint-Jacobskapel, een 15e-eeuwse kapel aan de Sint-Jacobsstraat 2
- Mariakapel (Koningin van de Vrede) uit 1949, aan de Sint-Jacobsstraat. Deze werd gesticht uit dank voor de bevrijding van Galder op 29 oktober 1944. Het ontwerp is van de hand van de architect en vader van de toenmalige kapelaan, A. Oomen. Het rietgedekte kapelletje met ernaast geplaatst torentje roept associaties op met het werk van Anton Pieck. Het kapelletje wordt door de buurtbewoners onderhouden. Bijzonder is dat het kapelletje een torentje met een klokje erin heeft, wat uitzonderlijk is voor een veldkapel.

Zie ook:
- Lijst van rijksmonumenten in Galder
- Lijst van gemeentelijke monumenten in Galder

## Natuur en landschap
Ten oosten van Galder ligt het dal van de Mark, die in noordelijke richting stroomt. Enkele beekjes stromen in noordoostelijke richting naar de Mark toe, en wel de Kerselse Beek en de Galderse Beek. Ten noordoosten van Galder liggen de door zandwinning ontstane Galderse Meren, behorend tot de gemeente Breda. Het meer ten noorden van de autoweg heeft de functie natuurgebied en sluit aan op de Galderse Heide en het Mastbos.
Nabij de Mark, ongeveer 1 km ten noorden van de Sint-Jacobskapel, vindt men het landgoed Daasdonk met een historische boerderij.

## Voorzieningen
- De MFA (Multi Functionele Accommodatie) De Leeuwerik.

Dit is de ontmoetingsplek voor Galder en Strijbeek. In de Leeuwerik is onder andere de Mattheusschool gevestigd, de basisschool voor kinderen uit Galder en Strijbeek. Ook is hier een (sport)kantine en een danszaal gevestigd. Naast het dorpshuis staat Sportzaal Daesdonck, waar enkele sportverenigingen hun sport beoefenen.

## Verenigingen
Verenigingen in Galder zijn onder meer:
- Biljartvereniging WIK
- Fietsclub Kees van Boxel
- Kruisboogvereniging St. Jacob Galder
- Loopgroep Galder (sinds 1994)
- Tennisvereniging TVGS (Tennisvereniging Galder-Strijbeek)
- Voetbalvereniging RKVV GESTA (Rooms Katholieke Voetbalvereniging Galder En Strijbeek Ten Aanval).

## Evenementen
- Carnaval in Galder. De optocht vindt plaats op zondag.
- Het GaldersFeestWeekend (GFW) in het pinksterweekend.
- De jaarlijkse rommelmarkt en Oldtimerday-Galder, de 1ste zondag in juni.
- De Kermis, het laatste weekend van juli en de daaropvolgende maandag en dinsdag.
- Hardloopevenement de Ganzenvenloop, de 2de zaterdag in september.
- Veldtourtocht Galder, de 3de zondag in november.
- Kunst- en cultuurroute, de 3de zondag in september.

## Trivia
- Galder heet samen met de buurdorpen Strijbeek en Meersel-Dreef tijdens carnaval Maerkrattenland.

## Media
Galder ligt in het verspreidingsgebied van regionaal dagblad BN DeStem.

## Verkeer en vervoer
Busvervoer wordt verzorgd door Arriva met:
- Lijn 176: Breda, Station - De Klokkenberg - Galder - Meersel-Dreef, Nieuw Dreef

## Bekende Galdernaren
- Natascha den Ouden (24 januari 1973), Nederlandse veld-, baan- en wegwielrenster
- Martine de Jager (Dordrecht, 23 maart 1974), Nederlands actrice en musicalster (woonachtig in Galder)

## Nabijgelegen kernen
Breda, Effen, Hazeldonk, Meersel-Dreef, Rijsbergen, Strijbeek en Ulvenhout
Hoofdplaats: Alphen      Dorpen: Bavel (deels) · Chaam · Galder · Strijbeek · Ulvenhout (deels) 

Buurtschappen: Alphen-Oosterwijk · Anneville · Balleman · Boshoven · Boslust · Couwelaar · Chaamdijk · Dassemus · Druisdijk · Geersbroek · Ginderdoor  · Grazen · Heerstaaien · Heikant · Het Sas · Hondseind · Houtgoor · Kalishoek · Kerzel · Klooster · Kwaalburg · Leg · Looneind · Meijsberg · Notsel · Rakens · Snijders-Chaam · Terover · Venweg · 't Zand 

Noord-Brabant: Steden en dorpen      Nederland: Provincies · Gemeenten
- Library of Congress Control Number: n80133384
- Nationale Bibliotheek van Israël: 987007559769705171
- Virtual International Authority File: 159449493